# سامره رضایی
سامره رضایی بازیگر و مستند‌ساز افغانستانی است که در ایران متولد شده و دوره‌های بازیگری را در کلاس‌های آزاد گذرانده است و تحصیلات خود را در رشته تئاتر و سینما تا مقطع کارشناسی ارشد در دانشگاه تهران ادامه داده است.

## زندگی نامه
سامره رضایی متولد ۱۳۶۴ هجری خورشیدی، از پدر و مادری افغان در تهران است. از نوجوانی و اوایل دهه هشتاد شمسی حرفه بازیگری را از بازیگری تئاتر شروع کرد و فارغ‌التحصیل کارشناسی بازیگری در سال ۱۳۸۸ و کارشناسی‌ارشد کارگردانی سینما در سال ۱۳۹۳ هر دو از دانشگاه تهران است. وی در گفت‌وگو با خبرنگار سایت افغانستان، با اشاره به آغاز فعالیت‌های هنریش در عرصه سینما گفت: قوس سال ۷۹ ، شهرداری تهران دوره کلاس‌های بازیگری را توسط اساتید دانشگاه غیر انتفاعی سوره برگزار کرد و من در این دوره‌ها شرکت کردم. اساتیدی از جمله «اصغر همت»، «داریوش ارجمند» و جمعی از پیشکسوتان سینما در این دوره حضور داشتند، سال ۸۰ نیز اجرای خوبی را با «شکرخدا گودرزی» داشتم.

## فعالیت های حرفه ای
فعالیتهای تصویری او از سال ۱۳۸۴ با بازی در سریال 'بی صدا فریاد کن' به کارگردانی مهدی فخیم‌زاده شروع شد. پس از آن در مجموعه‌های تلویزیونی و تله فیلم‌ها شرکت داشته است: از جمله سریال 'ساختمان ۸۵' به کارگردانی مهدی فخیم‌زاده در سال ۱۳۸۸ و سریال 'راز پدر' ساخته منوچهر رمضانی (۱۳۸۶)، سریال 'تا آخر ایستاده ایم' ساخته بهنام نوروزی (۱۳۹۰) و فیلم سینمایی 'شهر فرشتگان' به کارگردانی محمد راوندی (۱۳۹۲) و‌ چند اپیزود از مجموعه 'شاید برای شما هم اتفاق بیفتد' . او همچنین به ایفای نقش در چندین نمایش از جمله 'اطلسی ها'در تئاتر شهر ، 'کلفت ها' در سالن نیاوران و 'اودیپ' به کارگردانی فابریس نیکوت در سالن اودیتوریوم تئاتر پاریس پرداخت. وی همچنین در نمایش‌های «درخیابان‌های سرد شب»، «وحشی»، «یک خورشید مهربان با دو تا موش نادان» و چند نمایش دیگر به عنوان بازیگر حضور داشته است. وی در نمایش در میان آبها، علاوه بر نویسندگی، کارگردانی به بازیگری نیز پرداخته است. در این نمایش به چرایی مهاجرت نسل جوان پرداخته می شود که مورد توجه تماشاگران قرار گرفت. این نمایش روایت مستندی است الهام گرفته از زندگی سامره و مجتبی برادرش و هزاران مهاجر افغان دیگر که در ایران متولد شده اند ولی نه شهروند ایران محسوب می شوند، نه افغانستان و نه هیچ جای دیگر. پدر و مادر آنها چهل سال پیش به ایران مهاجرت کرده اند و بعد از گذشت چهار دهه فرزندانشان هیچ آینده روشنی در پیش رو ندارند و به ناگزیر برای زندگی بهتر، تنها راه ممکن را انتخاب می کنند: مهاجرت قاچاق به اروپا. آنها خود را به دست آب ها می سپارند، آبهای سهمگین دریای مدیترانه … این نمایش قصه جدایی هاست، جدایی فرزند از مادر، خواهر از برادر، قصه رفتن، خود را سپردن به اعماق اقیانوس یا مرگ یا زندگی بهتر در جایی در سرزمینی دیگر … .
فیلم «من یک بازیگر شادم» ساخته این مستندساز افغانستانی، در سال ۱۳۹۴ است که در جشنواره فیلم سینما حقیقت به نمایش در‌آمد و بسیار مورد توجه قرار گرفت. این فیلم همچنین در جشنواره های مختلف دیگری اکران‌های موفق داشته است. فرشته حسینی نخستین‌بار با بازی در همین فیلم جلوی دوربین رفت. در جشنواره بین‌المللی فیلم زنان هرات، جایزه بهترین فیلم مستند به این فیلم تعلق گرفت. والریو کاروسو از پایگاه سینمای اروپا در حاشیه سی و هفتمین جشنواره جهانی فیلم فجر با سامره رضایی در مورد فیلم هایش و نیز سینمای ایران گفتگو کرده است.
سامره رضایی علاوه بر این فعالیت‌ها در زمینه آموزش بازیگری نیز فعالیت های گسترده ای داشته است و با تأسیس کارگاه بازیگری به آموزش هنر بازیگری به کودکان و نوجوانان افغانستانی می‌پردازد. وی معتقد است که آموزش اصول بازیگری باید به دور از هر گونه کار اقتصادی و تجارتی باشد و هنرجویان بازیگری باید در کنار تحصیلات آکادمیک از آموزش صحیح بهره ببرند. وی نسبت به برخی فیلم های مربوط به افغانستان انتقاد دارد و به ویژه در مورد دو فیلم خاص در جشنواره فیلم حقیقت می گوید آیا نمی توان حضور این دو فیلم بد و دروغین را در جشنواره‌ای که نامش «حقیقت» است برخوردی نژادپرستانه از سوی این رویداد هنری نسبت به مهاجران دانست!
سامره رضایی در گفتگو با پایگاه خبری جماران از عملکرد طالبان و خصوصا در رابطه با وضعیت زنان، هنر و فعالیت های خبری و رسانه ای ابراز نگرانی می کند و خواهان توجه جامعه جهانی و دولت ایران می خواهد که در مقابل طالبان از جبهه مقاومت حمایت کنند و از به رسمیت شناختن طالبان اجتناب کنند.